# Lettische Sprache
Die lettische Sprache (lettisch latviešu valoda) gehört zum baltischen Zweig der indogermanischen Sprachfamilie.
Sie ist die verfassungsmäßig verankerte Amtssprache in Lettland und eine der vierundzwanzig Amtssprachen der EU.
Lettisch ist die Muttersprache von ca. 1,7 Millionen Menschen, die überwiegend in Lettland, aber auch in der Diaspora leben.

## Allgemeine Beschreibung
Das Lettische gehört zur östlichen Gruppe der baltischen Sprachen (Ostbaltisch, vgl. Unterteilung der baltischen Sprachen). In seiner heutigen Struktur ist das Lettische weiter entfernt vom Indogermanischen als das verwandte und benachbarte Litauische. Archaische Züge finden sich jedoch in den traditionellen Volksliedern und Gedichten (Dainas), wo Ähnlichkeiten mit Latein, Griechisch und Sanskrit deutlicher sind. Das Vokabular enthält viele Lehnwörter aus dem Deutschen, Schwedischen, Russischen und neuerdings aus dem Englischen. Etwa 250 Wörter der Umgangssprache sind Lehnwörter aus dem Livischen. Das Livische hat auch die Grammatik der lettischen Sprache beeinflusst. Das Verb „haben“ fehlt beispielsweise im Lettischen wie auch im Livischen und in den anderen ostseefinnischen Sprachen, zur Angabe des Besitzers verwendet man den Dativ mit der Kopula. Das Verb turēt, das mit dem litauischen Wort für „haben“ (tureti) verwandt ist und heute "halten" bedeutet, wurde bis ins 16. Jahrhundert in Gedichten und Erzählungen im Sinne von „besitzen, haben“ verwendet und wurde später unter dem Einfluss des Livischen ungebräuchlich. Der Buchstabe „h“ kommt im Lettischen nur in Lehnwörtern vor und fehlt auch im Livischen. Im Livischen gibt es – im Gegensatz zu den anderen ostseefinnischen Sprachen – einen Dativ, der möglicherweise unter dem Einfluss des Lettischen entstanden ist. Dass im Lettischen die Wörter auf der ersten Silbe betont werden wie im Livischen könnte ebenfalls eine Folge des livischen Einflusses sein. Mit dem Beitritt Lettlands zur EU und der Übersetzung umfangreicher Gesetzestexte zeigten sich Lücken im lettischen Vokabular. Das staatliche Übersetzungsbüro prüft und entwickelt Wortneuschöpfungen.
Das Lettische wird mit lateinischer Schrift geschrieben. Die erste Grammatik des Lettischen (Manuductio ad linguam lettonicam facilis) wurde 1644 von Johann Georg Rehehusen, einem Deutschen, herausgegeben. Ursprünglich wurde eine an das Niederdeutsche angelehnte Orthographie verwendet, Anfang des 20. Jahrhunderts jedoch in einer radikalen Rechtschreibreform eine annähernd phonematische Schreibweise eingeführt. Diese heute noch gültige Rechtschreibung verwendet einige diakritische Zeichen, nämlich den Überstrich zur Anzeige eines langen Vokals, das Unterkomma unter einem Konsonanten zur Anzeige der Palatalisierung und den Hatschek (Haken) zur Erzeugung der Zeichen „Č“, „Š“ und „Ž“.
Im Vergleich mit westeuropäischen Sprachen ist Lettisch eine ausgeprägt flektierende Sprache. Es werden Flexionsendungen verwendet und auf Artikel wird verzichtet. Auch ausländische Eigennamen bekommen im Lettischen eine deklinierbare Endung (im Nominativ -s oder -is für Maskulinum, -a oder -e für Femininum; Namen auf -o werden nicht flektiert). Außerdem werden sie phonologisch in lettischer Rechtschreibung wiedergegeben (Beispiele sind Džordžs V. Bušs für George W. Bush, Viljams Šekspīrs für William Shakespeare). Viele aktuelle lettische Familiennamen, die deutschen Ursprungs sind, gehören ebenfalls zu dieser Gruppe und sind für Deutsche im Schriftbild oft kaum wiederzuerkennen. Die Praxis der Deklination und der phonetischen Schreibweise von Eigennamen wurde durch das lettische Namensgesetz vom 1. März 1927 für amtliche Dokumente festgeschrieben.

## Geschichte im 20. Jahrhundert

Lettisch als Primärsprache zu Hause nach Gemeinden und Städten (2011) – die Orte mit dem geringsten Anteil sind die Republik-Stadt Daugavpils und der Bezirk Zilupe

Mit der Gründung des ersten lettischen Staates 1918 wurde das Lettische erstmals Staatssprache. Damit verbunden war die Bildung einer normierten Standardsprache.
Während der Zugehörigkeit zur Sowjetunion setzte eine Russifizierung ein. Durch gezielte Förderung der Einwanderung von sowjetischer Seite wurde Lettisch fast zur Minderheitensprache in der lettischen SSR (1990 gab es nur noch 51 % Lettischsprachige in Lettland, in der Hauptstadt Riga nur noch etwa 30 %). Nach 1991 wurden drastische Maßnahmen eingeführt, um diesen Zustand wieder rückgängig zu machen, was auch Kritik aus einigen westlichen Ländern nach sich zog. Im Jahre 2006 sprachen wieder 65 % der Einwohner Lettlands Lettisch als Muttersprache (als Verkehrssprache beherrschen 88 % der Bevölkerung Lettisch), und alle Schulkinder werden – zumindest theoretisch – neben ihrer Muttersprache teilweise auch auf Lettisch unterrichtet, sodass das Lettische in einigen Jahrzehnten möglicherweise wieder einen Status erreicht haben wird, der mit anderen Nationalsprachen in Europa vergleichbar ist. In den größeren Städten und insbesondere in den zur Sowjetzeit entstandenen Trabantenstädten ist Russisch die vorherrschende Verkehrssprache.
Seit dem 1. Mai 2004 ist Lettisch eine der Amtssprachen der EU.

## Alphabet und Aussprache

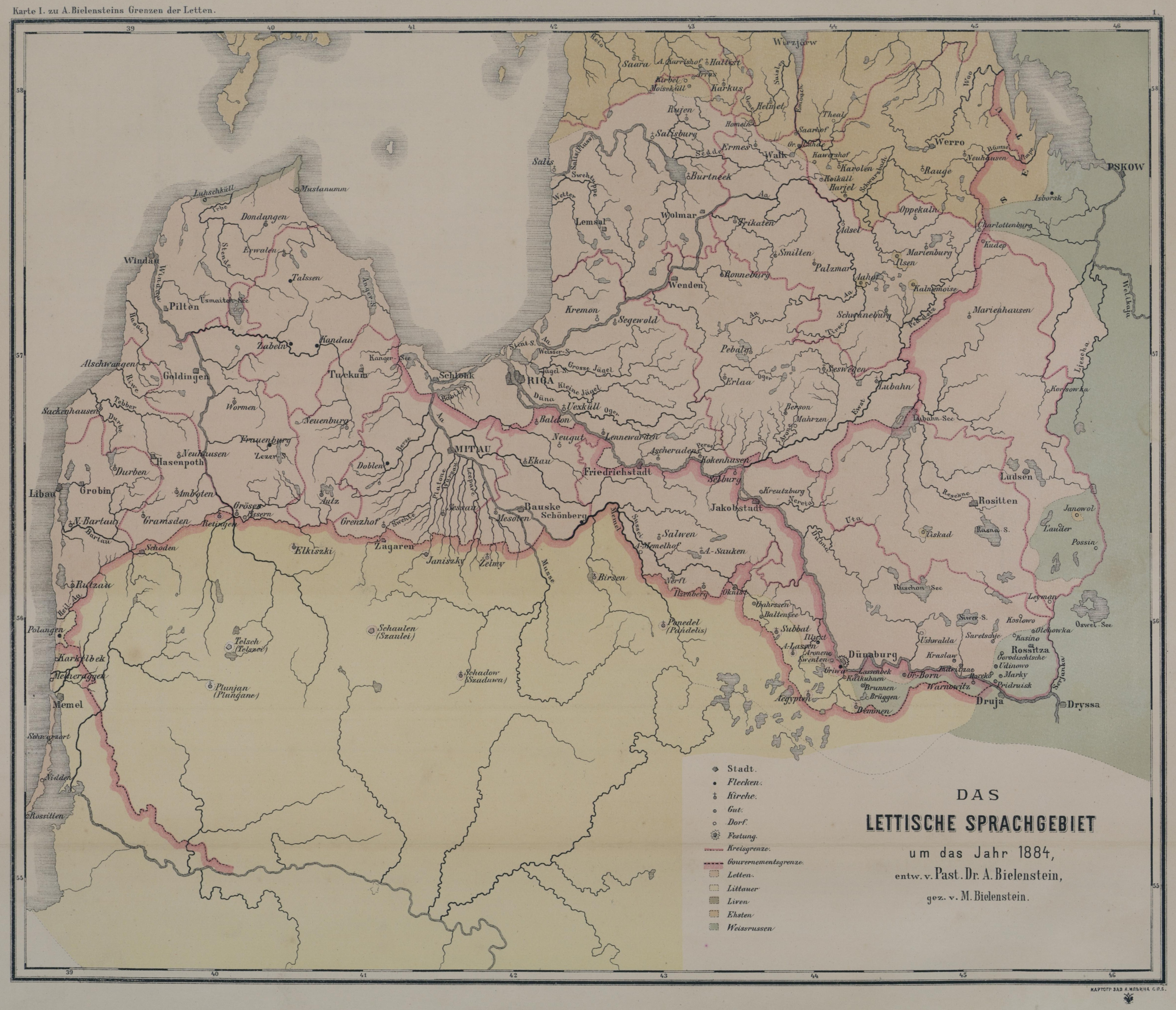
Lettisches Sprachgebiet 1884 nach August Bielenstein. Diese Karte wurde benutzt zur Festlegung der Staatsgrenzen des unabhängigen Lettland.

Das lettische Alphabet besteht aus 33 Zeichen:

### Konsonanten
| Lettisch | IPA | Deutsch                                                                                        | Beispiel         |
| -------- | --- | ---------------------------------------------------------------------------------------------- | ---------------- |
| b        | [⁠b⁠] | b                                                                                              | bērns ‚Kind‘     |
| c        | [⁠ʦ⁠] | z (wie Zeder)                                                                                  | cilvēks ‚Mensch‘ |
| č        | [⁠ʧ⁠] | tsch                                                                                           | čakls ‚fleißig‘  |
| d        | [⁠d⁠] | d                                                                                              | diena ‚Tag‘      |
| f        | [⁠f⁠] | f                                                                                              | fabrika ‚Fabrik‘ |
| g        | [⁠g⁠] | g                                                                                              | gribēt ‚wollen‘  |
| ģ        | [⁠ɟ⁠] | etwa dj; exakt wie das ungarische „gy“                                                         | ģimene ‚Familie‘ |
| h        | [⁠x⁠] | ch (wie in machen)                                                                             | haoss ‚Chaos‘    |
| j        | [⁠j⁠] | j                                                                                              | jaka ‚Jacke‘     |
| k        | [⁠k⁠] | k                                                                                              | kakls ‚Hals‘     |
| ķ        | [⁠c⁠] | etwa tj (wie in tja); exakt wie ungarisch „ty“ oder isländische Aussprache von kj in Reykjavík | ķīmija ‚Chemie‘  |
| l        | [⁠l⁠] | eher dickes l (wie in Trakl)                                                                   | labs ‚gut‘       |
| ļ        | [⁠ʎ⁠] | lj                                                                                             | ļoti ‚sehr‘      |
| m        | [⁠m⁠] | m                                                                                              | maz ‚wenig‘      |
| n        | [⁠n⁠] | n                                                                                              | nākt ‚kommen‘    |
| ņ        | [⁠ɲ⁠] | nj                                                                                             | ņemt ‚nehmen‘    |
| p        | [⁠p⁠] | p                                                                                              | pazīt ‚kennen‘   |
| r        | [⁠r⁠] | r (Zungenspitzen-r)                                                                            | redzēt ‚sehen‘   |
| s        | [⁠s⁠] | stimmloses s                                                                                   | sacīt ‚sagen‘    |
| š        | [⁠ʃ⁠] | sch                                                                                            | šeit ‚hier‘      |
| t        | [⁠t⁠] | t                                                                                              | tauta ‚Volk‘     |
| v        | [⁠v⁠] | w                                                                                              | valsts ‚Staat‘   |
| z        | [⁠z⁠] | stimmhaftes s                                                                                  | zināt ‚wissen‘   |
| ž        | [⁠ʒ⁠] | wie g in Blamage                                                                               | žurka ‚Ratte‘    |

Die Buchstaben „h“ und „f“ kommen nur in Fremd- oder Lehnwörtern vor.
In älteren Schriften erscheinen noch folgende Konsonanten:
- „Ŗ“, ein palatalisiertes „R“ (mīkstināts burts „R“)
- „ch“, als einzelner Laut aufgefasst, entsprechend dem deutschen „ch“, heute als „h“ geschrieben.

Diese Formen wurden durch die Rechtschreibreform 1946 in Sowjet-Lettland abgeschafft, erschienen aber weiterhin in der Exil-Literatur.

### Vokale
Die Phoneme /⁠e⁠/ und /⁠æ⁠/ werden gewöhnlich gleich geschrieben, und zwar als e (kurz) bzw. ē (lang). Der Linguist und Literat Jānis Endzelīns, der von der ersten Unabhängigkeitsbewegung beeinflusst wurde, verwendete für /⁠æ⁠/ den Buchstaben ę und für /æ:/ zusätzlich ein Makron. Dies wurde und wird von Anhängern einer „erweiterten Orthografie“ immer wieder aufgegriffen.
Das ursprünglich nur als Diphthong gesprochene o wird in neuzeitlichen Lehn- und Fremdwörtern meist wie /⁠ɔ⁠/ und /⁠o⁠/ gesprochen.
Allen übrigen Vokalen ist im Standardlettischen jeweils genau ein Buchstabe zugeordnet.
|             | palatal | velar | uvular |
| ----------- | ------- | ----- | ------ |
| geschlossen | i       | u     | ɑ      |
| offen       | e       | æ     |        |

| Lettisch | IPA             | Deutsch                                                        | Beispiel                                                                      |
| -------- | --------------- | -------------------------------------------------------------- | ----------------------------------------------------------------------------- |
| a        | [⁠a⁠]             | a                                                              | akls ‚blind‘                                                                  |
| ā        | [aː]            | ah                                                             | ātrs ‚schnell‘                                                                |
| e        | [⁠ɛ⁠], [⁠æ⁠]        | ä, manchmal sehr offenes ä (wie in Englisch hat)               | ezers ‚See‘                                                                   |
| ē        | [ɛː], [æː]      | äh, manchmal sehr offenes ä (wie in Englisch bad)              | ēst ‚essen‘                                                                   |
| i        | [⁠i⁠]             | i                                                              | ilgs ‚lang‘                                                                   |
| ī        | [iː]            | ih                                                             | īss ‚kurz‘                                                                    |
| o        | [uɐ], [⁠ɔ⁠], [ɔː] | in lettischen Wörtern uo, in Fremdwörtern langes oder kurzes o | ozols ‚Eiche‘, [uɐzuɐls] (als Diphthong), opera ‚Oper‘ (lang), ordenis (kurz) |
| u        | [⁠u⁠]             | u                                                              | uguns ‚Feuer‘                                                                 |
| ū        | [uː]            | uh                                                             | ūdens ‚Wasser‘                                                                |

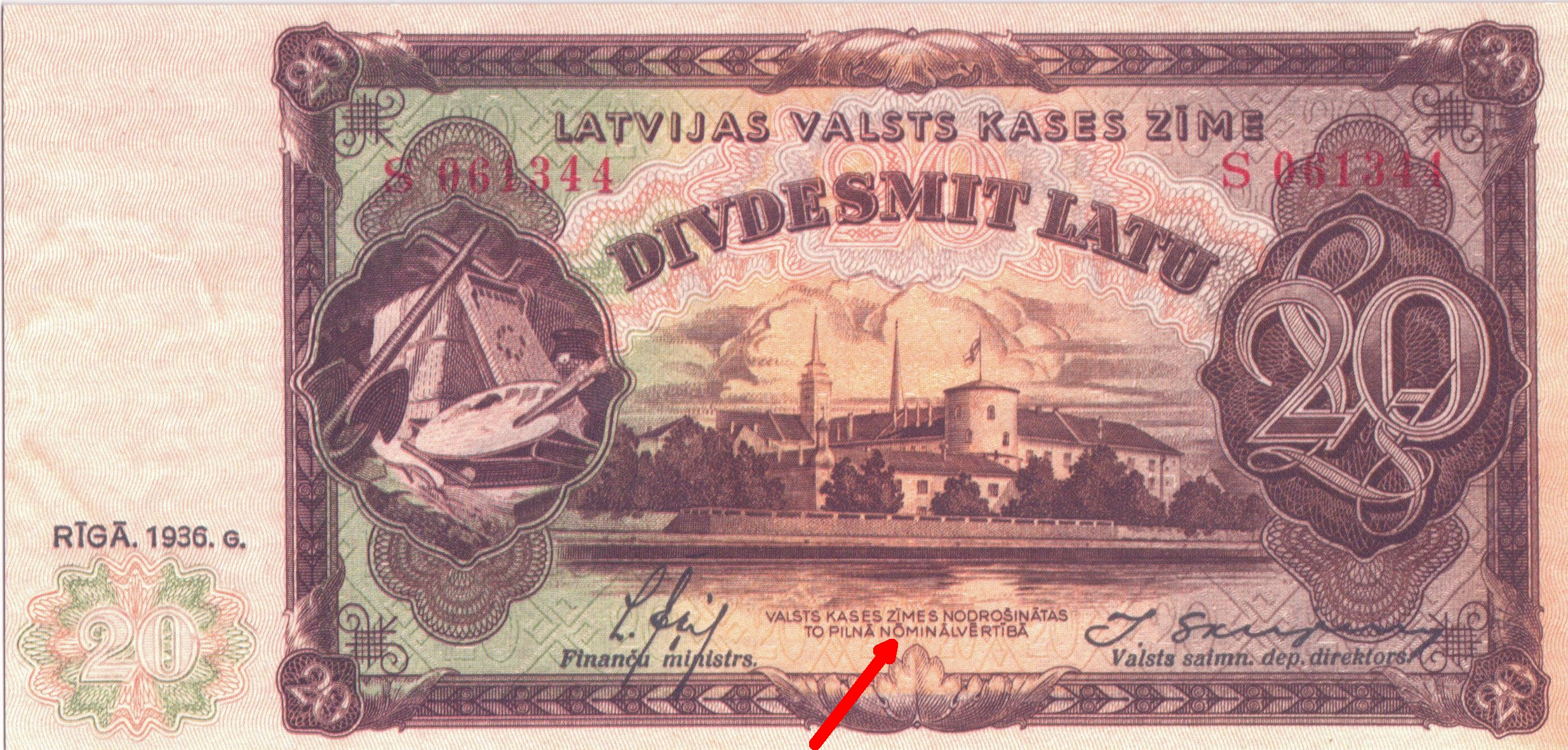
Banknote Zwanzig Lats (1936) mit dem Zeichen „Ō“

Die Vokale mit Makron (also ā, ē, ī und ū) werden lang ausgesprochen, wogegen die normalen Vokale sehr kurz sind, am Wortende meist kaum hörbar.
Das o wird in ursprünglich lettischen Wörtern wie [uɐ] gesprochen, der als Diphthong nicht in lang oder kurz unterteilbar ist und somit ein Makron überflüssig macht. Doch auch in Entlehnungen, die schon lange zum zentralen Wortschatz gehören (z. B. oktobris), wird dieser Buchstabe fast immer als einfacher kurzer Vokal [⁠ɔ⁠] bzw. [ɔː] ausgesprochen. Ein Gegenbeispiel ist wiederum mode (Mode, Stil), wo der Diphthong benutzt wird. Oktobra mode enthält also drei verschieden ausgesprochene o. Auf den Banknoten der Zeit zwischen den beiden Weltkriegen erscheint das „Ō“ in dem Fremdwort „nōminālvērtībā“. Das Zeichen wurde mit der Rechtschreibreform 1946 abgeschafft. In der lettgallischen Orthographie ist das  „Ō“ bis heute erhalten.
Die lange bzw. kurze Aussprache des o bildet im Gegensatz zu allen anderen Vokalen nie Minimalpaare. Die anderen Vokale benötigen deshalb das Makron, um Minimalpaare wie tevi ‚dich‘ – tēvi ‚Väter‘; Rīga ‚Riga‘ – Rīgā ‚in Riga‘ in der Schreibung zu unterscheiden.
Die Betonung sagt generell nichts über die Länge der Vokale aus, vgl. den Abschnitt Grammatik. Die grammatisch bedeutsame Unterscheidung unbetonter Vokale in lang oder kurz ist z. B. im Deutschen oder Russischen unbekannt.
Kurze, unbetonte Vokale, vor allem im Auslaut, werden im verbreiteten Rigaer Dialekt weitgehend entstimmt (desonorisiert), z. B. bija ‚er/sie/es war‘ wird dann  [bijɑ̥] statt [bijɑ] ausgesprochen, oder cilvēki ‚Menschen, Leute‘ als [t͡silʋæːki̥] statt [t͡silʋæːki]. Dies wirkt mitunter wie ein Verschlucken oder Wegfallen dieser Vokale.

#### Diphthonge
- ai [ew]
- au [aw]
- ei [aj]
- eu [ej]

### Betonung
Im Lettischen liegt die Betonung fast immer auf der ersten Silbe, was auf den Einfluss des Livischen, einer finno-ugrischen Sprache, zurückzuführen sein könnte. Es gibt nur wenige Ausnahmen, beispielsweise werden die Floskeln labdien (Guten Tag) und labvakar (Guten Abend), die sich aus den Bestandteilen lab(s) (gut) und dien(a) (Tag) bzw. vakar(s) (Abend) zusammensetzen, auf der zweiten Silbe betont. Weitere Ausnahmen aus der Alltagssprache, ebenfalls mit Betonung auf der zweiten Silbe, sind paldies (danke) und alle mit kaut (irgend-) beginnenden Wörter.

### Orthographie: Beispiele
Beispiel 1: Vaterunser in lettischer Sprache und verschiedenen Versionen:
Die ursprüngliche Rechtschreibung des Lettischen orientierte sich stark an der deutschen Sprache. Im 19. Jahrhundert traten erste Versuche mit diakritischen Zeichen auf. Nachdem Lettland unabhängig wurde, gab es eine durchgreifende Reform, die nur zögerlich im Lauf der Jahre von den Medien aufgegriffen wurde.
| Erste Orthographie (Cosmographia, 16. Jh.) | Alte Orthographie (BIBLIA 1848)                      | Moderne Orthographie (seit 1920)        | Internet-Stil, ohne lettische Tastatur (Hatschek durch hinterm Grundzeichen stehendes h, Komma durch hinterm Grundzeichen stehendes j, und Makron durch Verdoppelung des Grundzeichens (faktisch die estnische und finnische Schreibweise) ersetzt) |  |
| ------------------------------------------ | ---------------------------------------------------- | --------------------------------------- | --- |  |
| Täbes mus kas tu es eckſchan debbeſſis,    | Muhſu Tehvs debbeſîs                                 | Mūsu tēvs debesīs                       | Muusu teevs debesiis |  |
| Schwetitz tows waartz,                     | Swehtits lai top taws wahrds                         | Svētīts lai top tavs vārds              | Sveetiits lai top tavs vaards |  |
| enack mums tows walſtibe                   | Lai nahk tawa walſtiba                               | Lai nāk tava valstība                   | Lai naak tava valstiiba |  |
| tows praats bus                            | Taws prahts lai noteek                               | Tavs prāts lai notiek                   | Tavs praats lai notiek |  |
| ka eckſchkan Debbes, ta wurſan ſemmes.     | kà debbeſîs tà arirdſan zemes wirsû                  | kā debesīs, tā arī virs zemes           | kaa debesiis taa arii virs zemes |  |
| Muſſe deniſche Mäyſe düth mümß ſchodeen,   | Muhsu deeniſchtu maizi dod mums ſchodeen             | Mūsu dienišķo maizi dod mums šodien     | Muusu dienishkjo maizi dod mums shodien |  |
| pammate müms muſſe gräke                   | Un pametti mums muhſu parradus [später parahdus]     | Un piedod mums mūsu parādus             | Un piedod mums muusu paraadus |  |
| ka meß pammat muſſe parradueken,           | kà arri mehs pamettam ſaweem parrahdneekeem          | kā arī mēs piedodam saviem parādniekiem | kaa arii mees piedodam saviem paraadniekiem |  |
| Ne wedde mums louna badeckle,              | Un ne eeweddi muhs eekſch kahrdinaſchanas            | Un neieved mūs kārdināšanā              | Un neieved muus kaardinaashanaa |  |
| pett paſſarga mums nu wüsse loune          | bet atpeſti muhs no ta launa [später łauna]          | bet atpestī mūs no ļauna                | bet atpestii muus no ljauna |  |
|                                            | Jo tew peederr ta walſtiba                           | Jo tev pieder valstība                  | Jo tev pieder valstiiba. |  |
|                                            | un tas ſpehks un tas gods muhſchigi [später muhzigi] | spēks un gods mūžīgi                    | speeks un gods muuzhiigi |  |
| Amen.                                      | Amen                                                 | Āmen                                    | Aamen |  |

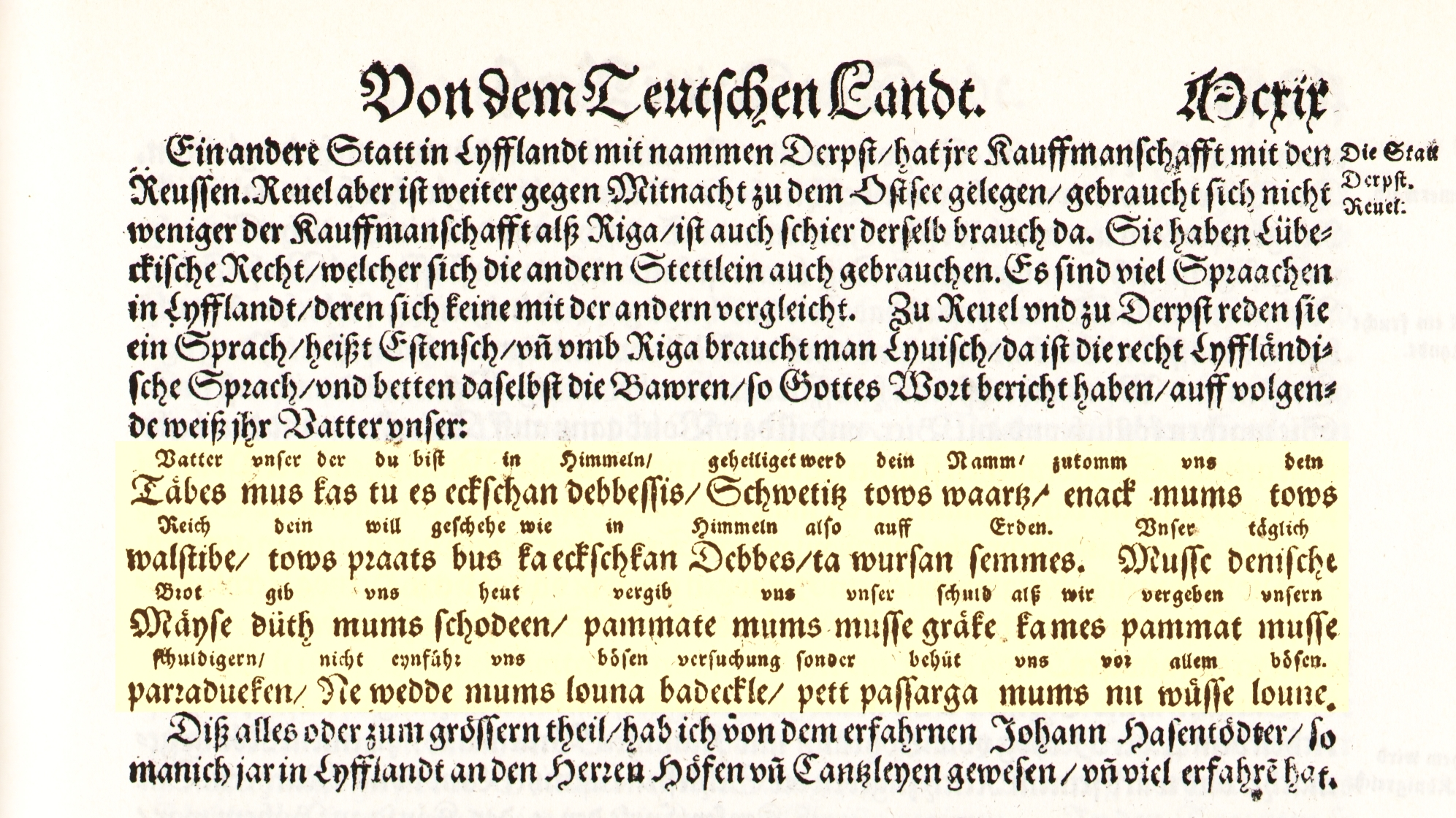
Das Vaterunser in lettischer Sprache, veröffentlicht von Sebastian Münster in seiner Cosmographia

Beispiel 2: Daina 4124 aus der Sammlung von August Bielenstein:
Dieses Beispiel zeigt die Bemühung des Sprachforschers zur Annäherung der Schreibweise an eine phonetische Darstellung. Er unterscheidet zwischen dem stimmhaften „ſ“ und dem stimmlosen „s“. Die palatalisierten Konsonanten „ģ“, „ķ“, „ļ“, „ņ“ und „ŗ“ stellt er durch einen Querstrich dar wie in „ꞡ“, „ꞣ“, „ł“, „ꞥ“ und „ꞧ“. Die Verlängerung aller Vokale erfolgt nicht mehr durch das Dehnungs-h, sondern durch Überstrich. Lediglich im Gebrauch von „z“ statt „c“, „ee“ statt „ie“, „tsch“ statt „č“, „sch“ statt „š“ und „ſch“ statt „ž“ zeigt sich noch der Einfluss des deutschen Vorbilds.
| Bielenstein 1907               | Transkription 2001            | Deutsch                                           |  |
| ------------------------------ | ----------------------------- | ------------------------------------------------- |  |
| Kam tee kalni, kam tās leijas, | Kam tie kalni, kam tās lejas, | Für wen sind die Hügel, für wen die Niederungen,  |  |
| Kam tee smīdri ōſōliꞥi?        | Kam tie smīdri ozoliņi?       | Für wen die schlanken Eichen?                     |  |
| Rudſim kalni, meeſim leijas,   | Rudzim kalni, miezim lejas,   | Dem Roggen die Hügel, der Gerste die Niederungen, |  |
| Bitēm smīdri ōſōliꞥi.          | Bitēm smīdri ozoliņi.         | Den Bienen die schlanken Eichen.                  |  |

## Grammatik
Wie alle baltischen Sprachen ist auch das Lettische stark flektierend, d. h. die Gestalt eines Wortes ändert sich innerhalb diverser grammatischer Kategorien gemäß seinen grammatischen Merkmalen (Deklination, Konjugation, Komparation). Dies geschieht einerseits durch Hinzufügen von Affixen, andererseits durch Veränderung des Wortstammes. Für das Lettische sind diese beiden Flexionsarten charakteristisch, wobei die zweite oft durch die erste bedingt ist; man spricht hier in der lettischen Philologie vom „bedingten“ oder „nicht-bedingten“ Lautwechsel, der recht komplizierte Regeln hat. Der Wortstamm kann im Lettischen sowohl durch Ablaut (z. B. pirkt – pērku) als auch durch spezifische Konsonantenveränderung (z. B. briedis – brieža, ciest – ciešu) verändert werden. Holst nennt letzteres in seiner Grammatik Standardalternation.

### Substantive
Wörter männlichen Geschlechts enden bis auf wenige Ausnahmen immer auf -s, -is oder -us, weibliche Wörter meist auf -a oder -e. Es gibt einige weibliche Wörter, die auf -s enden, z. B. govs ‚Kuh‘ oder pils ‚Burg‘. Des Weiteren gibt es sehr viele Ausnahmen in der lettischen Grammatik. Bei den Maskulina werden je nach Betrachtungsweise drei oder vier Deklinationsklassen unterschieden, wobei die letzten sich nur in einer Palatalisierung unterscheiden und oft auch als eine betrachtet werden. Bei den Feminina werden ebenfalls drei oder vier Klassen unterschieden, wobei die vierte für reflexive Verbalnomina steht und oft getrennt betrachtet wird. Neutra existieren nicht. Zu den im Deutschen bekannten vier Fällen Nominativ (Nominatīvs), Genitiv (Ģenitīvs), Dativ (Datīvs) und Akkusativ (Akuzatīvs) kommen noch Lokativ (Lokatīvs) sowie traditionell Instrumental (Instrumentālis) und Vokativ (Vokatīvs). Die letzten beiden Fälle werden in einem Paradigma in der Regel nicht angegeben, da der Instrumental immer mit der Ersatzkonstruktion ar + Akkusativ umschrieben, der Vokativ durch einfaches Weglassen des -s bei Maskulina bzw. des -š oder -a bei Diminutiven gebildet wird. Allerdings unterscheiden sich die Angaben über die Anzahl der Fälle je nach Autor, je nachdem, ob dieser den Instrumental und Vokativ als eigenständig anerkennt oder nicht. Hierbei variieren die Angaben zwischen fünf und sieben. Holst und Christophe gehen von sechs Fällen aus.
Beispiele für komplette Paradigmen:
- ein Maskulinum der 1. Klasse, draugs ‚Freund‘

|       | Singular  | Plural      |
| ----- | --------- | ----------- |
| Nom   | draugs    | draugi      |
| Gen   | drauga    | draugu      |
| Dat   | draugam   | draugiem    |
| Akk   | draugu    | draugus     |
| Instr | ar draugu | ar draugiem |
| Lok   | draugā    | draugos     |

- ein Maskulinum der 2. Klasse, brālis ‚Bruder‘

|       | Singular | Plural     |
| ----- | -------- | ---------- |
| Nom   | brālis   | brāļi      |
| Gen   | brāļa    | brāļu      |
| Dat   | brālim   | brāļiem    |
| Akk   | brāli    | brāļus     |
| Instr | ar brāli | ar brāļiem |
| Lok   | brālī    | brāļos     |

- ein Maskulinum der 3. Klasse, tirgus ‚Markt‘

|       | Singular | Plural     |
| ----- | -------- | ---------- |
| Nom   | tirgus   | tirgi      |
| Gen   | tirgus   | tirgu      |
| Dat   | tirgum   | tirgiem    |
| Akk   | tirgu    | tirgus     |
| Instr | ar tirgu | ar tirgiem |
| Lok   | tirgū    | tirgos     |

- ein Maskulinum der 4. Klasse, akmens ‚Stein‘

|       | Singular  | Plural      |
| ----- | --------- | ----------- |
| Nom   | akmens    | akmeņi      |
| Gen   | akmens    | akmeņu      |
| Dat   | akmenim   | akmeņiem    |
| Akk   | akmeni    | akmeņus     |
| Instr | ar akmeni | ar akmeņiem |
| Lok   | akmeni    | akmeņos     |

- ein Femininum der 1. Klasse, osta ‚Hafen‘

|       | Singular | Plural   |
| ----- | -------- | -------- |
| Nom   | osta     | ostas    |
| Gen   | ostas    | ostu     |
| Dat   | ostai    | ostām    |
| Akk   | ostu     | ostas    |
| Instr | ar ostu  | ar ostām |
| Lok   | ostā     | ostās    |

- ein Femininum der 2. Klasse, egle ‚Tanne‘

|       | Singular | Plural   |
| ----- | -------- | -------- |
| Nom   | egle     | egles    |
| Gen   | egles    | egļu     |
| Dat   | eglei    | eglēm    |
| Akk   | egli     | egles    |
| Instr | ar egli  | ar eglēm |
| Lok   | eglē     | eglēs    |

- ein Femininum der 3. Klasse, sirds ‚Herz‘

|       | Singular | Plural    |
| ----- | -------- | --------- |
| Nom   | sirds    | sirdis    |
| Gen   | sirds    | siržu     |
| Dat   | sirdij   | sirdīm    |
| Akk   | sirdi    | sirdis    |
| Instr | ar sirdi | ar sirdīm |
| Lok   | sirdī    | sirdīs    |

- ein Femininum der 4. Klasse, iepirkšanās ‚(das) Einkaufen‘

|       | Singular       | Plural |
| ----- | -------------- | ------ |
| Nom   | iepirkšanās    | —      |
| Gen   | iepirkšanās    | —      |
| Dat   | —              | —      |
| Akk   | iepirkšanos    | —      |
| Instr | ar iepirkšanos | —      |
| Lok   | —              | —      |

### Fragepronomina
|       | Fragewort       | (Jautājuma vārds) |
| ----- | --------------- | ----------------- |
| Nom   | wer? was?       | kas?              |
| Gen   | wessen?         | kā?               |
| Dat   | wem?            | kam?              |
| Akk   | wen? was?       | ko?               |
| Instr | mit wem? womit? | ar ko?            |
| Lok   | wo?             | kur?              |

### Verben
Das Lettische verfügt wie das Deutsche über sechs Zeitformen: Präsens (tagadne), Imperfekt (pagātne), Perfekt (saliktā tagadne), Plusquamperfekt (saliktā pagātne), Futur I (nākotne) und Futur II (saliktā nākotne). Die drei Zeiten Präsens, Imperfekt und Futur I werden durch Konjugation des jeweiligen Verbes gebildet. Perfekt, Plusquamperfekt und Futur II sind sogenannte zusammengesetzte Zeiten, die mit dem Partizip Präteritum Aktiv und dem Hilfsverb būt ‚sein‘ in der entsprechenden Form gebildet werden.
Die Verben der lettischen Sprache lassen sich dabei in drei Konjugationsklassen einteilen.
- Verben der ersten Konjugation haben einen einsilbigen Infinitiv (Präfixe nicht mitgerechnet), der auf -t endet. Die Verben dieser Klasse werden sehr uneinheitlich konjugiert.
- Verben der zweiten Konjugation enden im Infinitiv auf -ēt, -āt, -īt oder -ināt. Ihr Infinitiv ist (ohne Präfixe) meistens zweisilbig, die erste Person Singular Präsens hat ebenso viele Silben.
- Verben der dritten Konjugation ähneln denen der zweiten. Sie enden im Infinitiv auf -ēt, -āt, -īt oder -ot. Sie haben in der ersten Person Singular Präsens eine Silbe mehr als im Infinitiv.

Die drei sogenannten unregelmäßigen Verben būt ‚sein‘, iet ‚gehen‘ und dot ‚geben‘ sind keiner Konjugationsklasse zugehörig.
In der dritten Person sind die Endungen für Singular und Plural bei allen Verben immer gleich.
Der Indikativ Aktiv des Hilfsverbes būt ‚sein‘:
|            |            | Präsens (tagadne) | Imperfekt (pagātne) | Futur I (nākotne) |
| ---------- | ---------- | ----------------- | ------------------- | ----------------- |
| 1. Ps. Sg. | es         | esmu              | biju                | būšu              |
| 2. Ps. Sg. | tu         | esi               | biji                | būsi              |
| 3. Ps. Sg. | viņš/viņa  | ir                | bija                | būs               |
| 1. Ps. Pl. | mēs        | esam              | bijām               | būsim             |
| 2. Ps. Pl. | jūs/Jūs    | esat              | bijāt               | būsit             |
| 3. Ps. Pl. | viņi/viņas | ir                | bija                | būs               |

Der Indikativ Aktiv eines Verbs der ersten Konjugation, kāpt ‚klettern‘:
|            |            | Präsens (tagadne) | Imperfekt (pagātne) | Futur I (nākotne) |
| ---------- | ---------- | ----------------- | ------------------- | ----------------- |
| 1. Ps. Sg. | es         | kāpju             | kāpu                | kāpšu             |
| 2. Ps. Sg. | tu         | kāpj              | kāpi                | kāpsi             |
| 3. Ps. Sg. | viņš/viņa  | kāpj              | kāpa                | kāps              |
| 1. Ps. Pl. | mēs        | kāpjam            | kāpām               | kāpsim            |
| 2. Ps. Pl. | jūs/Jūs    | kāpjat            | kāpāt               | kāpsit            |
| 3. Ps. Pl. | viņi/viņas | kāpj              | kāpa                | kāps              |

Der Indikativ Aktiv eines Verbs der zweiten Konjugation (Unterklasse 2a), zināt ‚wissen‘:
|            |            | Präsens (tagadne) | Imperfekt (pagātne) | Futur I (nākotne) |
| ---------- | ---------- | ----------------- | ------------------- | ----------------- |
| 1. Ps. Sg. | es         | zinu              | zināju              | zināšu            |
| 2. Ps. Sg. | tu         | zini              | zināi               | zināsi            |
| 3. Ps. Sg. | viņš/viņa  | zina              | zināja              | zinās             |
| 1. Ps. Pl. | mēs        | zinām             | zinājām             | zināsim           |
| 2. Ps. Pl. | jūs/Jūs    | zināt             | zinājāt             | zināsit           |
| 3. Ps. Pl. | viņi/viņas | zina              | zināja              | zinās             |

Der Indikativ Aktiv eines Verbs der zweiten Konjugation (Unterklasse 2b), gribēt ‚wollen‘:
|            |            | Präsens (tagadne) | Imperfekt (pagātne) | Futur I (nākotne) |
| ---------- | ---------- | ----------------- | ------------------- | ----------------- |
| 1. Ps. Sg. | es         | gribu             | gribēju             | gribēšu           |
| 2. Ps. Sg. | tu         | gribi             | gribēji             | gribēsi           |
| 3. Ps. Sg. | viņš/viņa  | grib              | gribēja             | gribēs            |
| 1. Ps. Pl. | mēs        | gribam            | gribējām            | gribēsim          |
| 2. Ps. Pl. | jūs/Jūs    | gribat            | gribējāt            | gribēsit          |
| 3. Ps. Pl. | viņi/viņas | grib              | gribēja             | gribēs            |

Der Indikativ Aktiv eines Verbs der dritten Konjugation mazgāt ‚waschen‘:
|            |            | Präsens (tagadne) | Imperfekt (pagātne) | Futur I (nākotne) |
| ---------- | ---------- | ----------------- | ------------------- | ----------------- |
| 1. Ps. Sg. | es         | mazgāju           | mazgāju             | mazgāšu           |
| 2. Ps. Sg. | tu         | mazgā             | mazgāji             | mazgāsi           |
| 3. Ps. Sg. | viņš/viņa  | mazgā             | mazgāja             | mazgās            |
| 1. Ps. Pl. | mēs        | mazgājam          | mazgājām            | mazgāsim          |
| 2. Ps. Pl. | jūs/Jūs    | mazgājat          | mazgājāt            | mazgāsit          |
| 3. Ps. Pl. | viņi/viņas | mazgā             | mazgāja             | mazgās            |

### Präpositionen
Bemerkenswert ist, dass Präpositionen im Plural generell den Dativ regieren, auch wenn sie im Singular einen anderen Kasus verlangen (z. B. pie ‚bei‘ immer den Genitiv). „Bei dem Freund“ heißt daher pie drauga, „bei den Freunden“ jedoch pie draugiem.

## Sprachbeispiel
Allgemeine Erklärung der Menschenrechte, Artikel 1:
Visi cilvēki piedzimst brīvi un vienlīdzīgi savā pašcieņā un tiesībās. Viņi ir apveltīti ar saprātu un sirdsapziņu, un viņiem jāizturas citam pret citu brālības garā.

Alle Menschen sind frei und gleich an Würde und Rechten geboren. Sie sind mit Vernunft und Gewissen begabt und sollen einander im Geist der Brüderlichkeit begegnen.

## Dialekte

Dialekte im lettischen Territorium. Die Karte zeigt die heutige Verbreitung der Tahmischen Dialekte in Blau, der Mittellettischen Dialekte in grün und der Hochlettischen Dialekte in gelb.

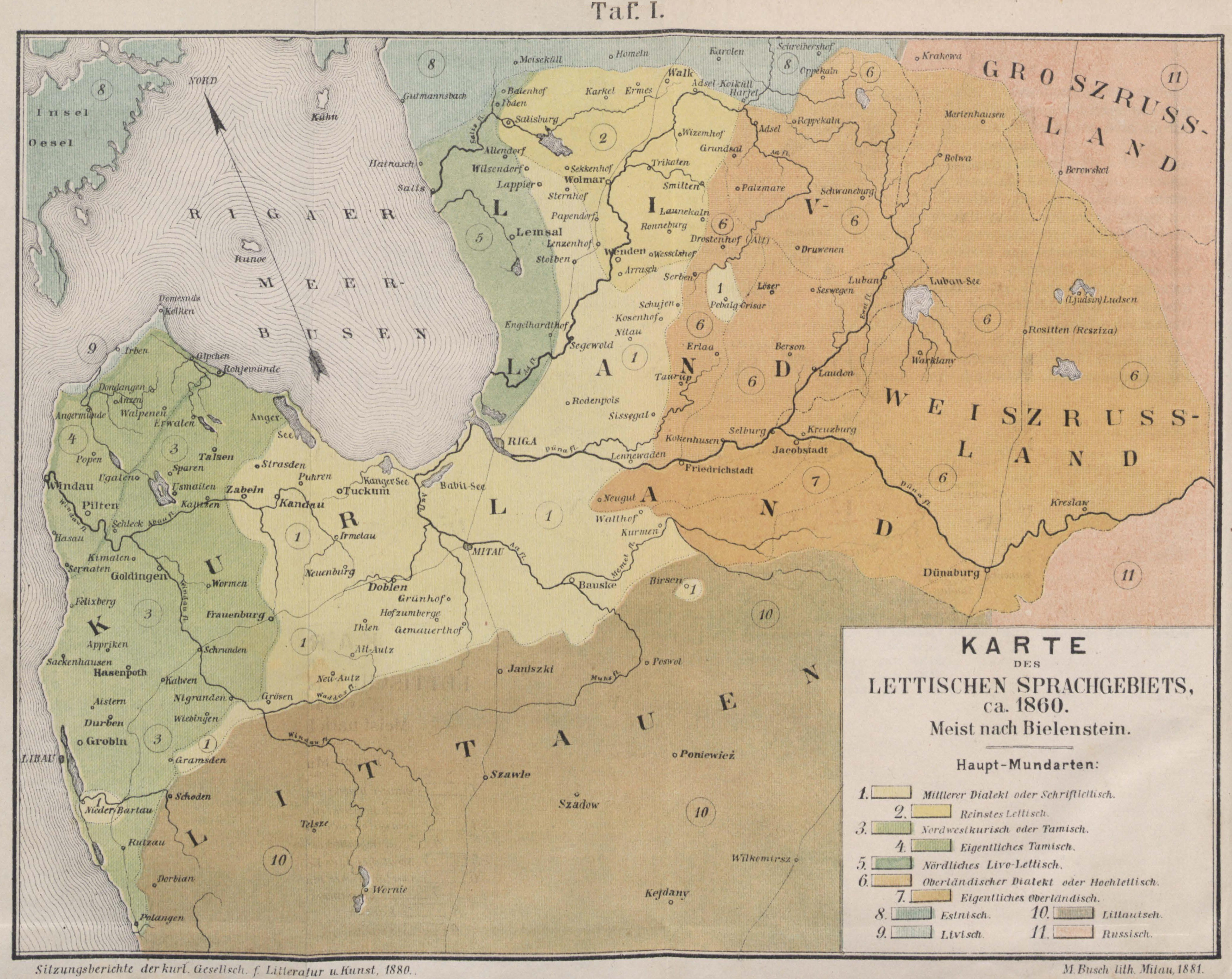
Die Grenzen der lettischen Dialekte untereinander und zu den Nachbarsprachen Estnisch(8), Livisch(9), Litauisch(10) und Russisch(11) um 1860.

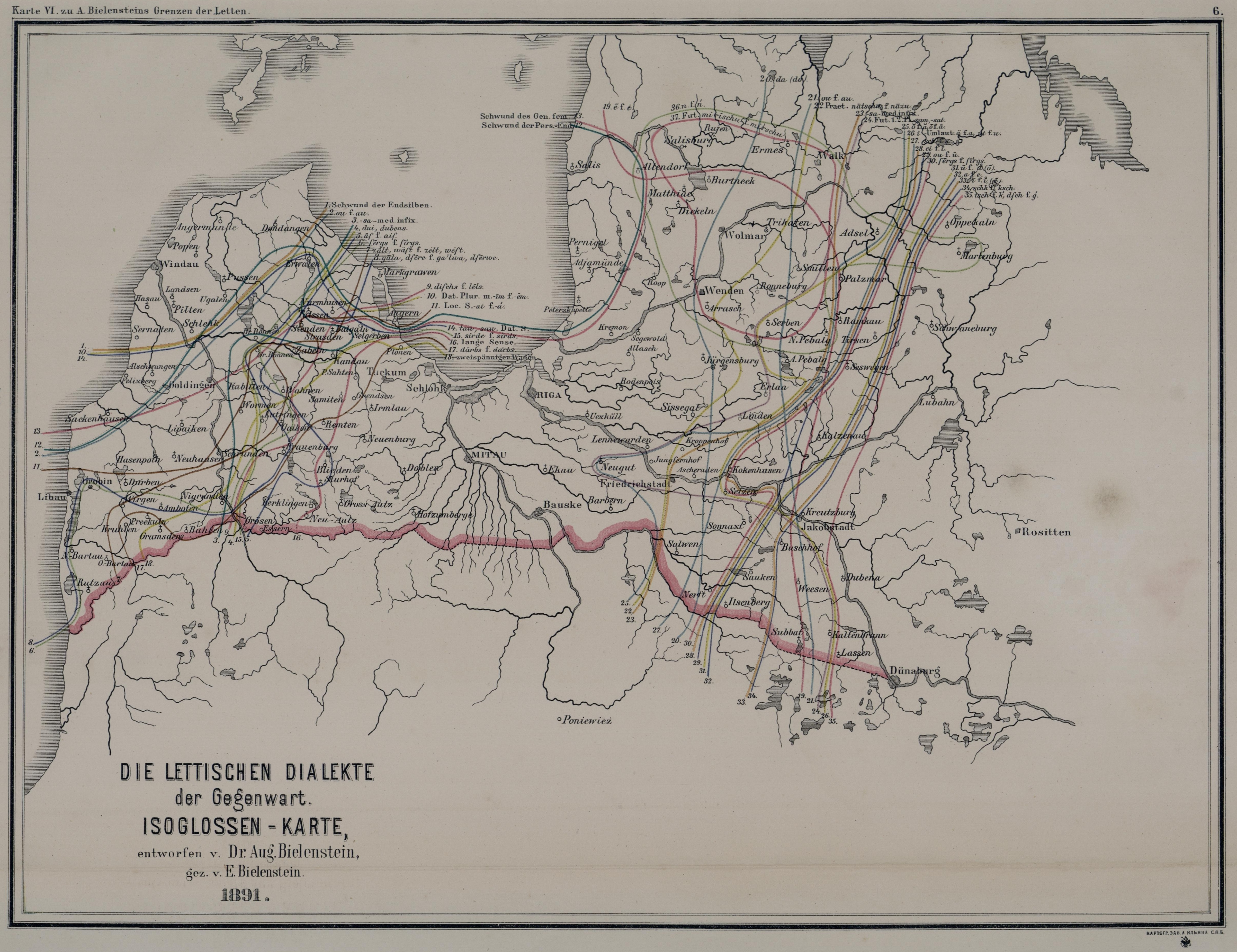
Isoglossen-Karte nach Bielenstein

Die lettischen Dialekte wurden bereits von August Bielenstein gründlich untersucht. Alfrēds Gāters widmete diesem Thema einen breiten Raum in seinem Buch über die lettische Sprache. Im Detail gibt es verschiedene Ansichten über die Gruppierung der lettischen Dialekte. Allgemein werden die Varietäten der lettischen Sprache in drei Hauptgruppen eingeteilt. Die Unterteilung entspricht der Karte:
- Tahmisch (Lībiskais dialekts)
  - Kurisch-Tahmische Mundarten (Kurzemes izloksnes)
    - Tiefes Tahmisch im nördlichen Kurland (Kurzemes dziļās / tāmnieku)
    - Untiefes Tahmisch im mittleren Kurland (Kurzemes nedziļās)

  - Livländisch-Tahmische Mundarten (Vidzemes izloksnes)
- Mittellettisch (Vidus dialekts)
  - Livländisches Mittellettisch (Vidzemes izloksnes)
  - Semgallisches Mittellettisch (Zemgaliskās izloksnes)
    - Semgallisch mit Anaptyxe (Sprossvokal) (Zemgaliskais ar anaptiksi)
    - Semgallisch ohne Anaptyxe (Zemgaliskais bez anaptiksi)

  - Kurisch-Mittellettische Mundarten (Kursiskās izloksnes)
  - Semgallisch-Kurische Mittellettische Mundarten (Zemgaliskās-Kursiskās izloksnes) im Süden Kurlands.
- Hochlettisch (Augšzemnieku dialekts)
  - Hochlettisch Lettgallens (Nesēliskās / latgaliskās izloksnes)
    - Tiefes Hochlettisch (Nesēliskās dziļās)
    - Übergangsdialekte zum Mittellettischen (Nesēliskās nedziļās)

  - Selische Mundarten des Hochlettischen (Sēliskās izloksnes)
    - Tiefe selische Mundart (Sēliskās dziļās)
    - Untiefe selische Mundart (Sēliskās nedziļās)

Niederlettisch (Lejzemnieku dialekts) wird gelegentlich als eine Zusammenfassung von Tahmisch und Mittellettisch und komplementär zum Hochlettisch (Augšzemnieku dialekts) gebraucht. Der Begriff „Hochlettisch“ hat nicht die Bedeutung von „Offizielles Lettisch“. Zurzeit gibt es in Lettland eine Schriftsprache, die eng an den mittellettischen Dialekten um die Hauptstadt Riga orientiert ist. Als regionale Schriftsprache gibt es außerdem Lettgallisch.
Die Begriffe Kurland und Livland haben nur bedingt eine Beziehung zu den kurischen und livischen Mundarten.
Das Tahmisch ist sehr beeinflusst durch die heute kaum noch gesprochene Livische Sprache, die zu der finno-ugrischen Sprachfamilie gehört. Semgallisch leitet sich von den Semgallen ab. Das Volk der Selonen oder Selen lebte im historischen Selonien und ist heute durch die selonischen Mundarten vertreten. Lettgallisch wird von den Lettgallen gesprochen. Die nördlichen Kuren in Kurland näherten im Mittelalter ihre Sprache dem Mittellettischen an. Mittellettisch entwickelte sich aus dem Kontakt mit den benachbarten semgallischen und westlettgallischen Dialektgruppen.
Eine weitere, dem Lettischen am nächsten stehende Sprache, manchmal auch als lettischer Dialekt eingeordnet, ist das Nehrungskurische, das auf Fischer aus Kurland, die Nehrungskuren zurückgeht, die sich im 14.–17. Jahrhundert entlang der litauischen und preußischen Küste bis Danzig ausbreiteten. Es hatte seit dem 19. Jahrhundert noch auf der Kurischen Nehrung viele Sprecher, die im Zweiten Weltkrieg fast alle nach Westen flüchteten, wo zu Beginn des 21. Jahrhunderts nur noch einzelne sehr alte Menschen die Sprache beherrschten.